# Hintertux
Hintertux is een plaatsje in de gemeente Tux, in de Oostenrijkse deelstaat Tirol, district Schwaz. Het dorp bestaat maar uit een aantal huisjes en een aantal hotels. Ook zijn er enkele zwembaden en tennisbanen te vinden maar deze zijn meestal van die hotels. In Hintertux is het hoogste openlucht zwembad in Europa te vinden, dit staat op 1400 meter hoogte.

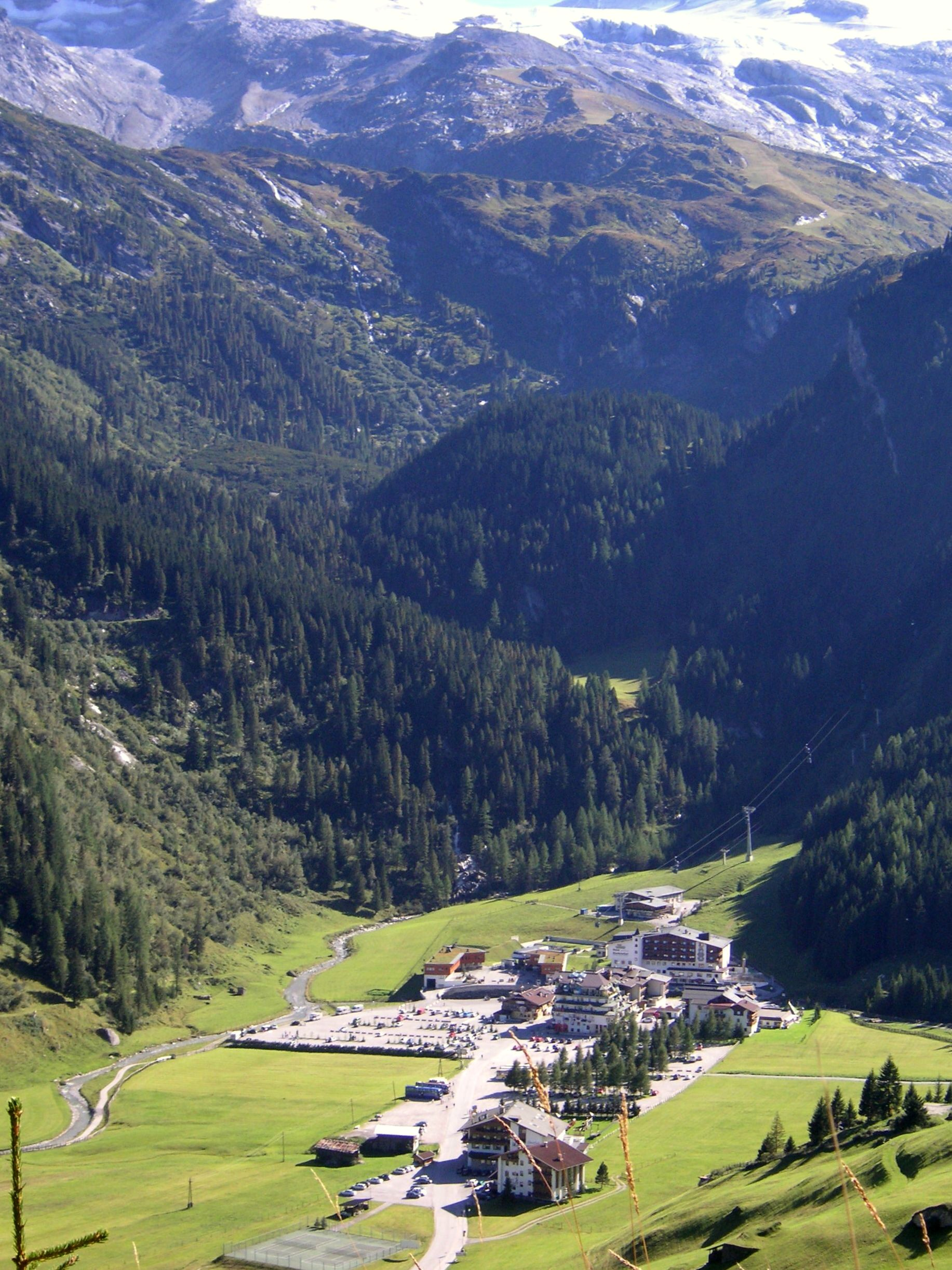
Hintertux

## Hintertuxer Gletscher
De kabelbanen van de Hintertuxer Gletscher beginnen helemaal zuidelijk van het dorpje. Deze voeren van 1500 meter, naar een maximale hoogte van 3250 meter. Het skigebied op de Hintertuxer Gletscher is de belangrijkste bron van inkomsten in het dorp. Deze gaat 365 dagen per jaar door, omdat er het gehele jaar kan worden geskied op de Hintertuxer Gletscher. Naast het toerisme, is het houden van vee een grote bron van inkomsten.

## Tuxer Joch
De Tuxer Joch kan per kabelbaan worden bereikt. Het speciale aan deze berg is dat er hier een aantal opgravingen zijn gedaan. Deze opgravingen gaan terug tot de bronstijd. Dit toont aan dat het Zillertal al heel lang als bergpas werd gebruikt. Achter de Tuxer Joch ligt namelijk de Brennerpas die naar Italië leidt.